# مگس‌گیر نوک‌سیاه
مگس‌گیر نوک‌سیاه (نام علمی: Aphanotriccus audax) گونه‌ای از پرندگان تیرهٔ ژیان‌مرغان است. نخستین بار توسط طبیعت‌شناس آمریکایی ادوارد ویلیام نلسون در سال ۱۹۱۲ با نام Praedo audax توصیف شد. در کلمبیا و پاناما یافت می‌شود و زیستگاه طبیعی آن جنگل‌های جلگه‌ای نمناک نیمه‌گرمسیری یا گرمسیری است. نابودی زیستگاه آن را تهدید می‌کند.